# Buchnera reducta
Buchnera reducta är en snyltrotsväxtart som beskrevs av William Philip Hiern. Buchnera reducta ingår i släktet Buchnera och familjen snyltrotsväxter. Inga underarter finns listade i Catalogue of Life.